# Athlone Town Association Football Club
Maillots
Dernière mise à jour : 13 mai 2025.
L'Athlone Town Association Football Club est un club irlandais de football basé à Athlone. Il s'agit du plus ancien club du championnat d'Irlande puisqu'il a été fondé en 1887. Il participe au championnat d'Irlande dès la saison 1922-1923. Il remporte à deux reprises le championnat au début des années 1980. Il joue en bleu et noir.

## Historique
- 1887 : fondation du club
- 1975 : 1re participation à une Coupe d'Europe (C3, saison 1975-1976)

## Bilan sportif

### Palmarès
- Championnat d'Irlande
  - Champion : 1981 et 1983
- Coupe d'Irlande
  - Vainqueur : 1924
- Coupe de la Ligue
  - Vainqueur en 1979-1980, 1981-1982 et 1982-1983
- Tyler Cup
  - Vainqueur : 1980
  - Finaliste : 1981

### Bilan européen
Note : dans les résultats ci-dessous, le score du club est toujours donné en premier.
| Saison    | Compétition               | Tour                | Club              | Domicile | Extérieur | Total  |
| --------- | ------------------------- | ------------------- | ----------------- | -------- | --------- | ------ |
| 1975-1976 | Coupe UEFA                | Premier tour        | Vålerenga         | 3 - 1    | 1 - 1     | 4 - 2  |
| 1975-1976 | Coupe UEFA                | Seizièmes de finale | AC Milan          | 0 - 0    | 0 - 3     | 0 - 3  |
| 1981-1982 | Coupe des clubs champions | Seizièmes de finale | KB Copenhague     | 2 - 2    | 1 - 1     | 3 - 3E |
| 1983-1984 | Coupe des clubs champions | Seizièmes de finale | Standard de Liège | 2 - 3    | 2 - 8     | 4 - 11 |

Légende
- Victoire ou qualification pour le tour suivant
- Match nul
- Défaite ou élimination de la compétition